# Grimaucourt-en-Woëvre
 Grimaucourt-en-Woëvre  es una población y comuna francesa, en la región de Lorena, departamento de Mosa, en el Distrito de Verdún y cantón de Étain.

## Demografía
| 97 | 97 | 98 | 88 | 83 | 68 |
| Para los censos de 1962 a 1999 la población legal corresponde a la población sin duplicidades (Fuente: INSEE [Consultar]) |    |    |    |    |    |